# Districtul Thung Yang Daeng
Thung Yang Daeng (în thailandeză ทุ่งยางแดง) este un district (Amphoe) din provincia Pattani, Thailanda, cu o populație de 20.203 locuitori și o suprafață de 114,97 km².

## Componență
Districtul este subdivizat în 4 subdistricte (tambon), care sunt subdivizate în 22 de sate (muban).
| Nr. | Nume        | În thailandeză | Sate | Locuitori |  |
| --- | ----------- | -------------- | ---- | --------- |  |
| 1.  | Talo Mae Na | ตะโละแมะนา     | 4    | 2,983     |  |
| 2.  | Phithen     | พิเทน           | 7    | 7,481     |  |
| 3.  | Nam Dam     | น้ำดำ           | 4    | 3,122     |  |
| 4.  | Paku        | ปากู            | 7    | 6,617     |  |